# Gastronomia d'Israel

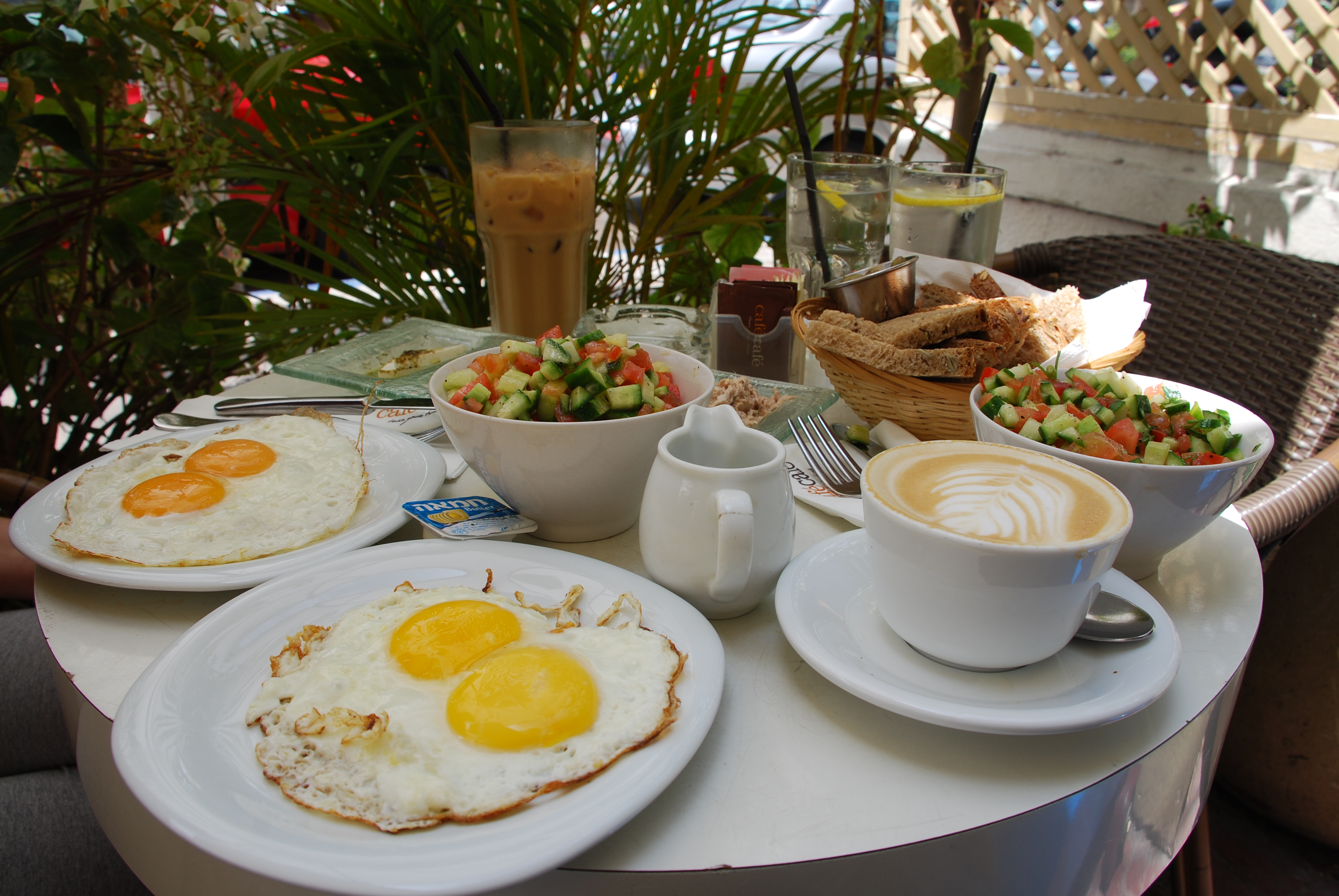
Típic esmorzar israelià.

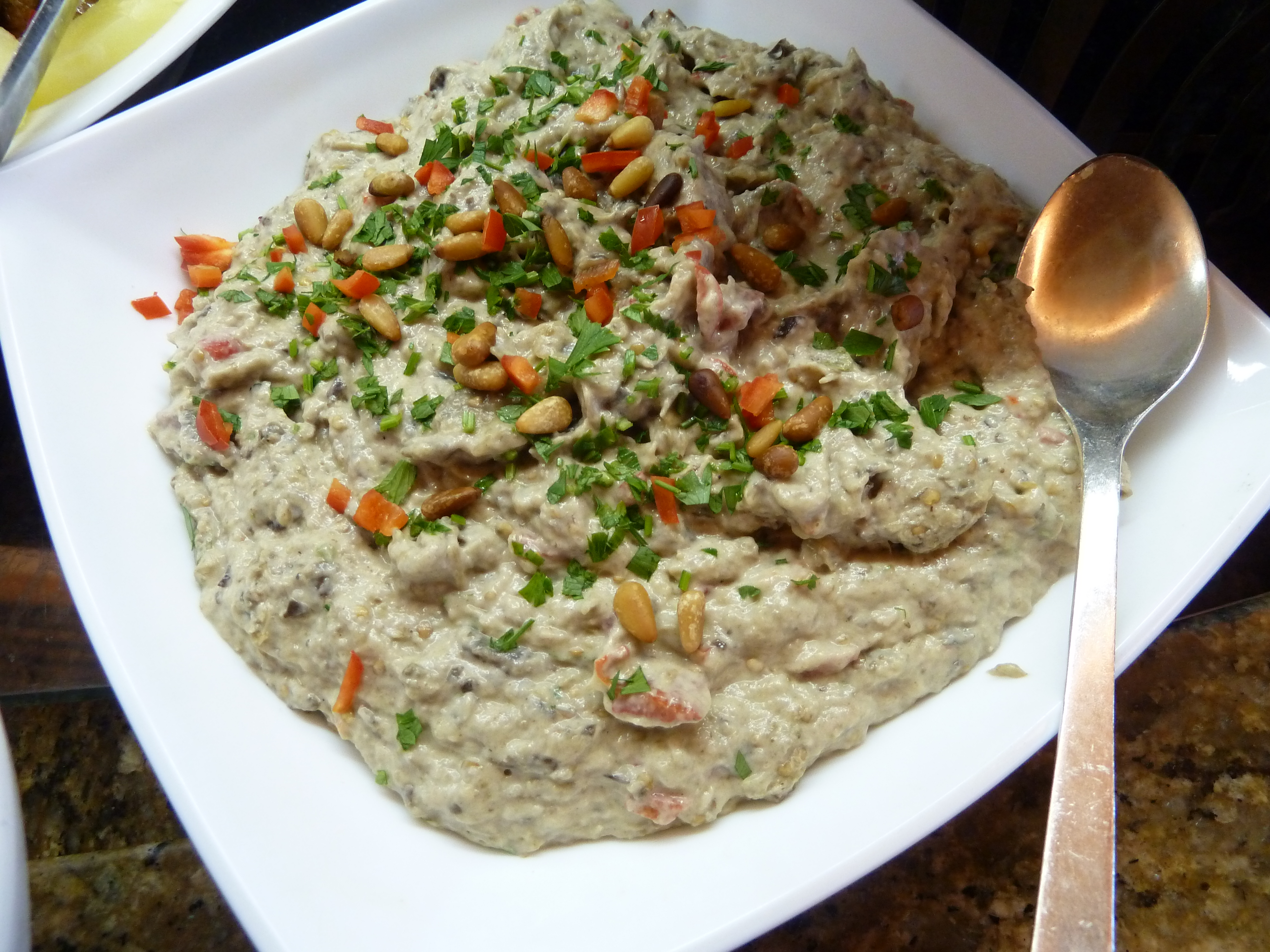
Amanida israeliana d'albergínies amb maionesa.

La gastronomia d'Israel (hebreu: המטבח הישראלי‎) és una cuina molt diversa a causa de les diferents influències culturals que la componen. Està composta de plats locals tradicionals dels nadius d'Israel i de plats portats a Israel per jueus de la diàspora. Des d'abans de la creació de l'Estat d'Israel el 1948, i especialment des de la dècada de 1970, s'ha desenvolupat una cuina de fusió judeo-israeliana. Aquesta cuina té influències marroquines, iemenites, russes, àrabs, poloneses - i l'existència d'una extensa varietat gastronòmica en un país petit, fan que la moderna cuina israeliana sigui especial i molt interessant. La cuina israeliana, per tant, té les seves arrels en tant a la cuina jueva com a la cuina àrab. Alguns aliments locals, com ara el falafel i l'hummus, s'han convertit en sinònim de cuina israeliana.
La cuina israeliana ha adoptat, i segueix adaptant, elements de diversos estils de la cuina jueva i cuina àrab regional, en particular els estils de cuina mizrahim, sefardita i asquenazita. Incorpora molts aliments consumits tradicionalment a la cuina mediterrània i de l'Orient Mitjà, i aliments com el falàfel, l'hummus, shakshuka, cuscús i za'atar ara es consideren com un sinònim de la cuina israeliana.
Altres influències en la cuina són la disponibilitat d'aliments comuns a la regió mediterrània, especialment certs tipus de fruites i verdures, productes lactis i peix, els plats tradicionals distintius preparats en època de vacances, i la tradició de mantenir kosher i costums alimentaris específiques pel Sàbat i diferents festivitats jueves, com ara la challah, jachnun, malawach, peix gefilte, txólent (chamin) i sufganiyot.
Nous plats a base de productes agrícoles, com les taronges, alvocats, productes lactis i peix, i altres basats en les tendències mundials s'han introduït en els últims anys, i els xefs formats a l'estranger han portat elements d'altres cuines internacionals.

## Història

### Orígens

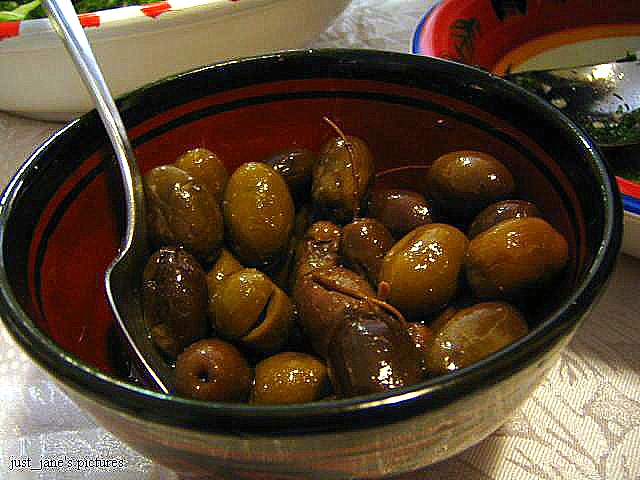
Olives condimentades.

Les tradicions culinàries d'Israel comprenen els aliments i mètodes de cocció que abasten aproximadament tres mil anys d'història. Durant aquest temps, aquestes tradicions han estat modelades per influències de l'Àsia, l'Àfrica i Europa, i les influències religioses i ètniques s'han traduït en un gresol culinari. Registres bíblics i arqueològics permeten conèixer la vida culinària de la regió remuntant a l'any 968 abans de Crist, en els dies dels reis de l'antic Israel.
Durant el període de l'Segon Temple (516 aC al 70 dC), la cultura hel·lenística i romana van influenciar fortament la cuina, sobretot dels sacerdots i l'aristocràcia de Jerusalem. Se servien menges elaborades, les quals inclouen entrants picants i begudes alcohòliques, peixos, carns, verdures fresques en escabetx, olives i fruites agres o dolces.

## Cuina israelianomizrají

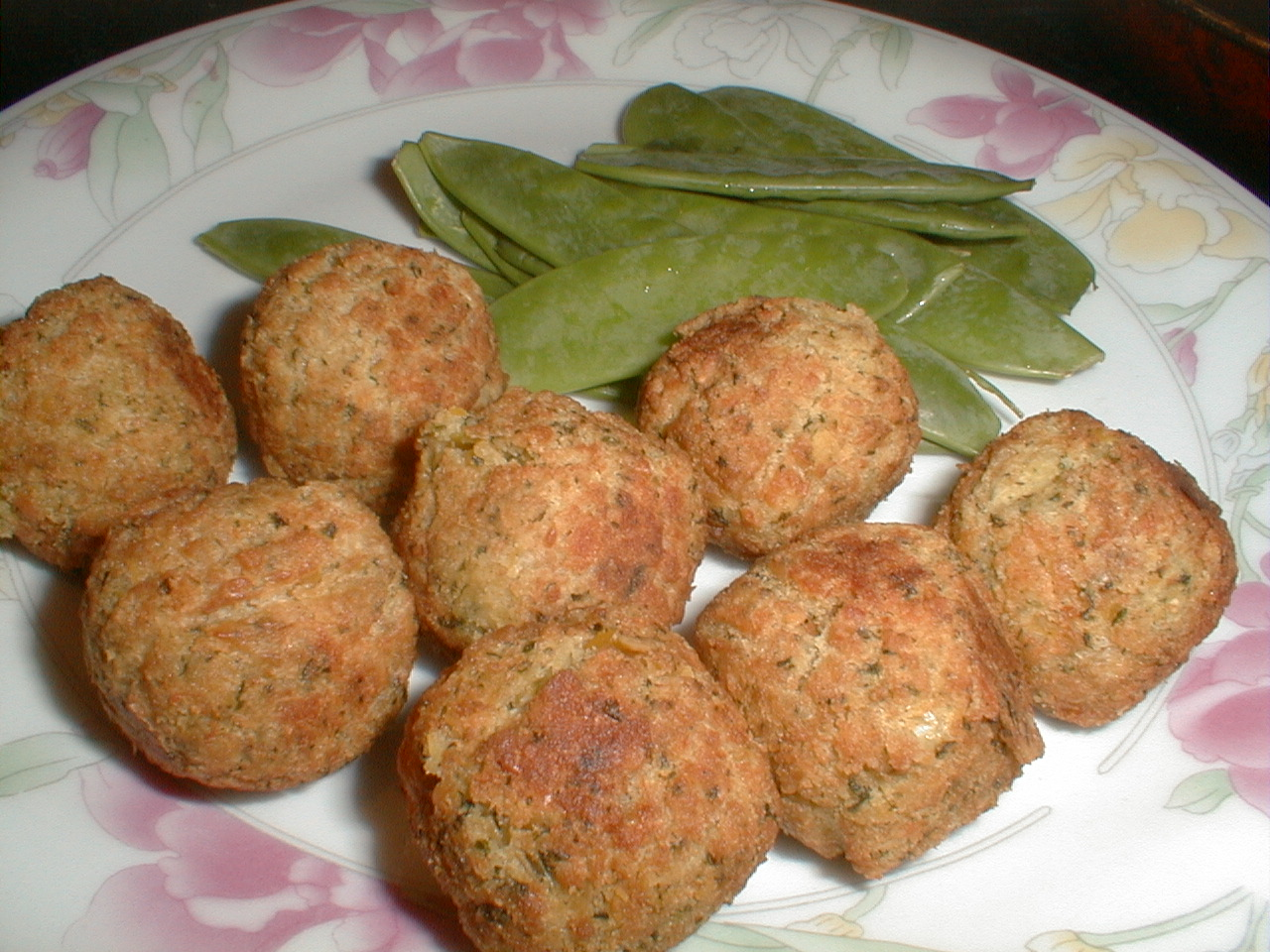
Croquetes de Faláfel.

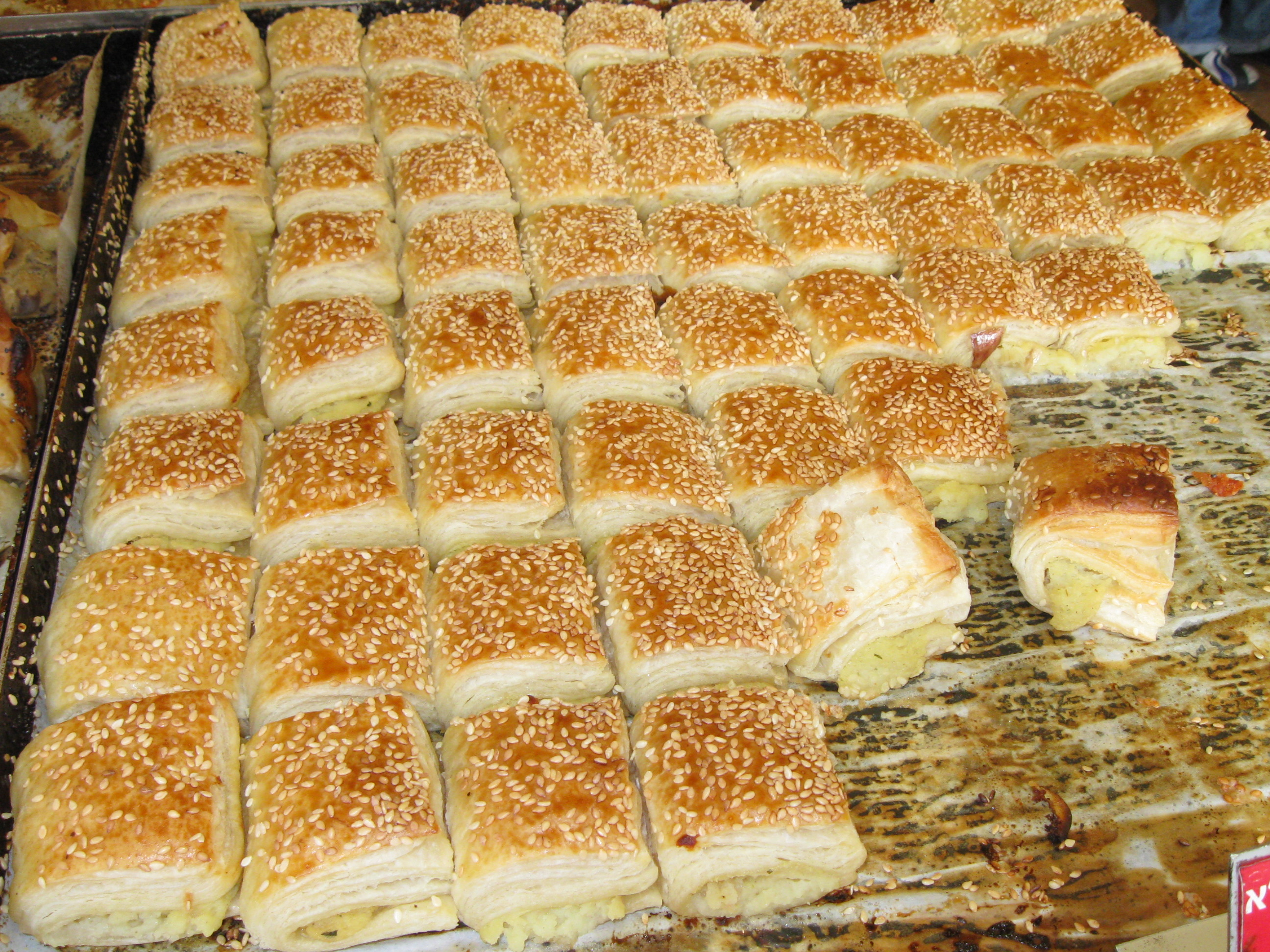
Burekes.

La cuina Israeli-Mizrahi és similar a la cuina àrab, destacant-se les carns rostides, pastes (dolces i salades), plats amb arròs, verdures farcides, pa pita i amanides.
- Amanides - Els menjars sovint comencen amb una varietat d'amanides, o meze, que inclou amanides estàndard com ara hummus, tahini, matbuja i amanida de maionesa. Les amanides poden incloure cuines estrangeres com l'amanida de col, però també hi ha amanides locals creades a Israel, com l'amanida israeliana i l'amanida d'albergínia amb fetge, que va ser inventada durant el període d'austeritat i es diu que és l'única de les receptes del període d'austeritat que encara es menja a Israel.
- Salses picants - El Skhug introduït pels jueus iemenites, la Harissa introduïda pels jueus tunisians i del nord d'Àfrica i la Pilpelchuma introduïda pels jueus de Líbia, són totes diferents versions de la popular salsa sobre la base de xiles i all. El Skhug és el més popular d'aquests.
- Amba - Els immigrants procedents de l'Iraq van portar amb si l'Amba, que actualment es troba comunament al Shawarma, consumit en tot Israel.
- Labneh - una mena de formatge-iogurt de color blanc elaborat amb llet d'ovella, vaca i ocasionalment amb llet de cabra, molt típic de les cuines de l'Orient Mitjà.
- Pita - És anomenat el pa nacional d'Israel, popular per la seva suau i agradable textura, i el fet que permet menjar amanides amb la tècnica de "netejar" les amanides amb la pita, o pot utilitzar-se per celebrar plats diferents, alguns dels quals són exclusius d'Israel, com el Schnitzel, o el filet en pita. El Lafa també és popular però sobretot per acompanyar diferents plats de carn.
- Shakshouka - un plat preparat a través del fregit de ceba, tomàquet i pebre vermell picat. El fregit és realitzada amb oli d'oliva, sent posteriorment daurat a foc lent amb ou. Va ingressar a Israel des del nord d'Àfrica juntament amb els molts Olim que van arribar procedents d'aquests països.
- Canapès fregits, tal com el falàfel, són els plats més populars entre els israelians. Actualment hi ha restaurants que serveixen Falàfel en quatre sabors: Original, Sèsam, Verd (julivert i coriandre) i Vermell (picant). Altres aperitius fregits inclouen el Kibbeh, cigarim, i pastelim que van arribar de diferents països de l'Orient Mitjà.
- Sopes - La seva majoria procedeix de la Cuina jueva iemenita portada a Israel per immigrants d'aquest país. Entre les més populars hi ha la sopa de fesols.
- Pastissos - com les Burekes, que van ser portades a Israel pels jueus dels Balcans, són molt populars. Plats similars són el Malawach i el Jachnun que van viatjar juntament amb els jueus del Iemen.
- Sandvitxos com el Sabich, un sandvitx iraquià que en el passat només es podia trobar a Ramat Gan, avui es pot trobar per tot Israel. El sandvitx tunisià que conté tonyina, patates cuites i Matbucha en un atropellat i hi ha també una versió en un atropellat fregit conegut com a fricassée.
- Carn rostida és el més popular estil de cuinar a Israel. Els plats que es creen d'aquesta manera inclouen el Kebab i el Shashlik.
- Shawarma va arribar a Israel procedent de Turquia, quan l'Imperi Otomà va governar la regió. El Shawarma és summament popular a Israel i comunament és realitzat amb carn de gall dindi.
- Peix - Els restaurants de peix israelians serveixen peix fregit i peix al forn. El "Jraime" (חריימה) és un popular plat de peix al forn amb salsa de Pilpelchuma que va ser portat pels jueus de Líbia.
- Hummus, papes fregides i amanida és un concepte gairebé mitològic que descriu la varietat d'addicions que s'insereixen en la pita, juntament amb la part principal especialment si es tracta de falàfel, xauarma o carn rostida. L'ús de les papes fregides franceses en aquests plats és exclusiu d'Israel.
- Mujaddara - gairebé cada ètnia té el seu plat d'arròs, i el Mujaddara (conegut a tot Israel com "Mejadra"), el més popular plat d'arròs a Israel (a més del normal d'arròs blanc) va arribar des del Líban a través dels àrabs de la Galilea.
- Postress - al modern Israel són servits a l'estil oriental, i inclouen els gustos blancmange i Baklava, que van arribar de Turquia.
- Halva és un dolç d'origen turc que es va fer popular entre els israelians. Des de la dècada del '90 al present es van crear molts originals postres sobre la base del halva original, com el Halva parfait que va ser inventat pel xef israelià Tsachi Bukshester, i des de llavors es va popularitzar en tots els restaurants israelians.
- Cafè negre amb cardamom (o sense) també és molt popular.

## Cuina tradicional israeliana

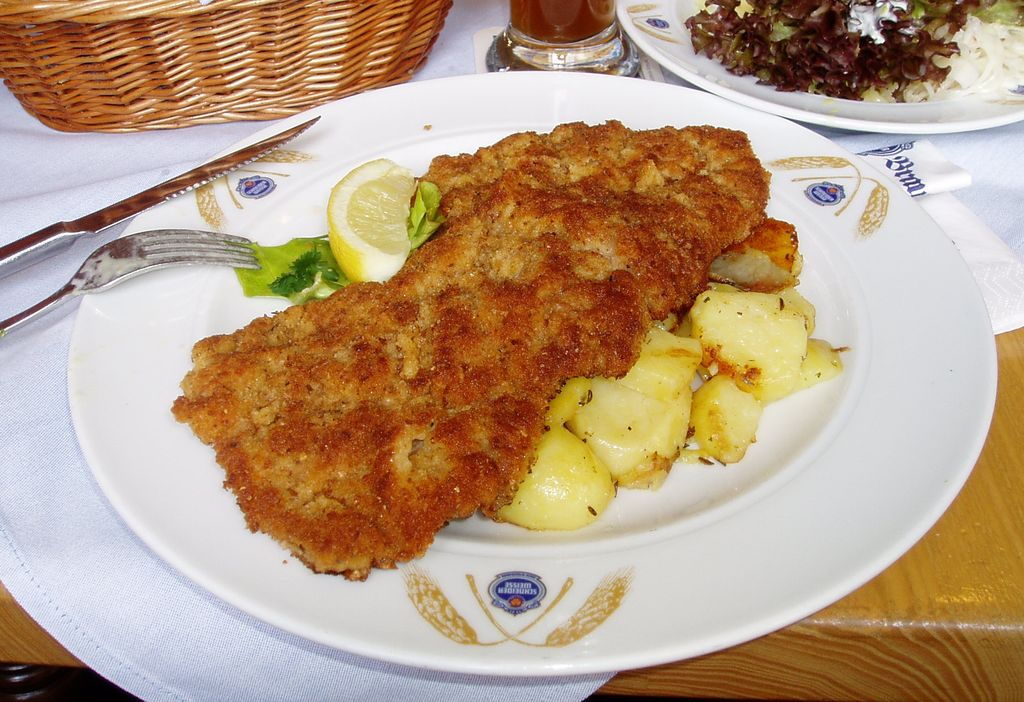
Schnitzel.

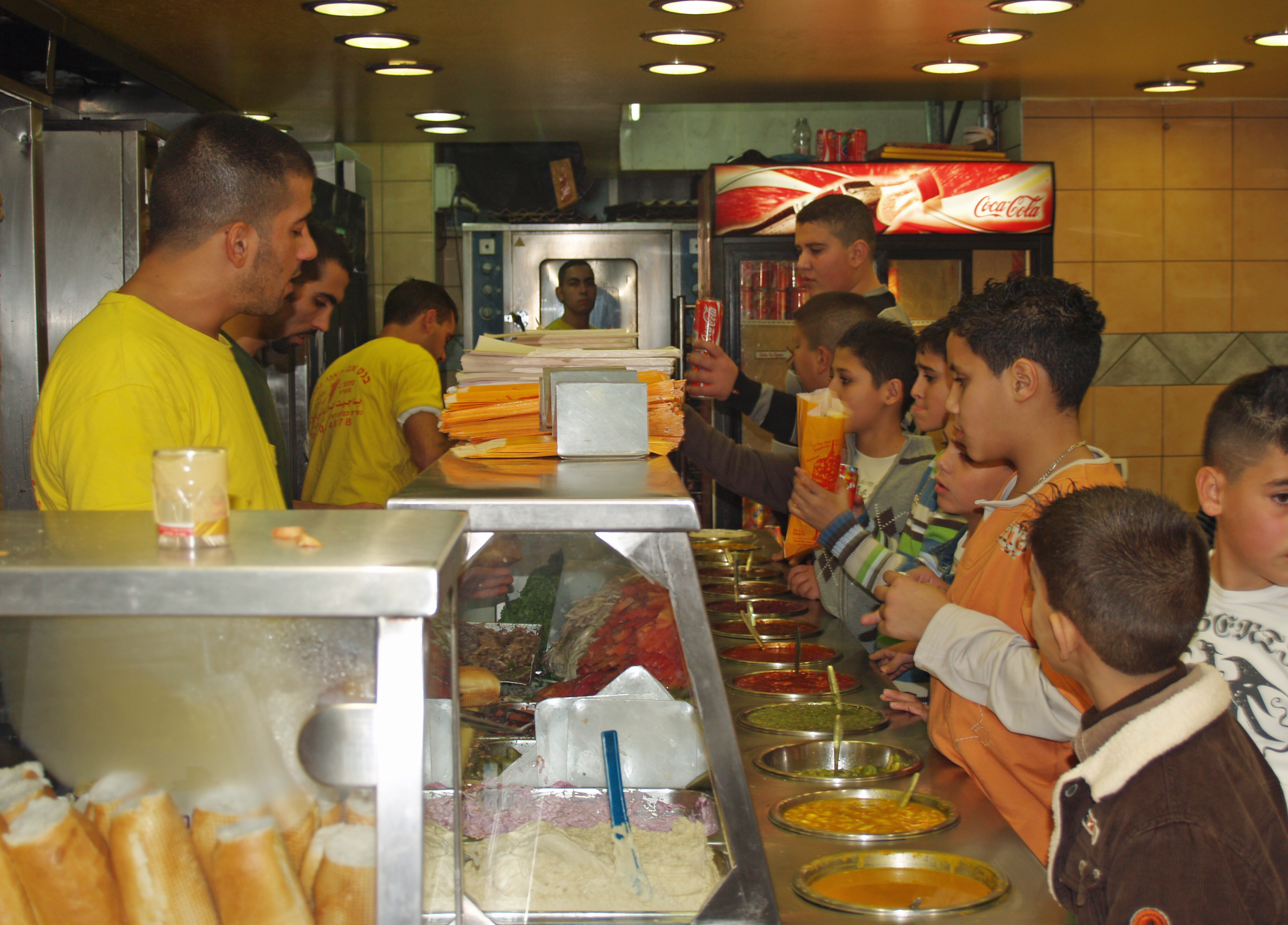
Un restaurant de shawarma a Natzaret.

Aquests són els plats que han guanyat popularitat fora dels límits del seu origen.
- Els jueus d'origen asquenazita van aportar a la cuina israeliana la sopa de pollastre, el Schnitzel i el puré, així com amanides com l'amanida d'ou, maioneses i amanides amb fetge picat. D'altres plats, inclouen el Gefilte Fish (filet de peix) i el Kugel. El "Kugel Jerusalem", que conté caramel, pot ser considerat com un plat original d'Israel. Les primeres confiteries israelianes pertanyien a jueus ashkenazites i aquesta és la raó per la qual moltes de les més populars postres, com coques i pastissos d'Israel, procedeixen de l'Europa Central. Aquests inclouen les varietats de Sabrina, Sufganiyá i Oznéi Amman (orelles d'Amman).
- Els jueus originaris del Nord d'Àfrica van aportar a la cuina israelià el Cuscús i el Mafrum que han adquirit gran popularitat a Israel. També va aportar la Shakshouka i amanides, com la Matbucha i l'amanida de pastanaga marroquina. El Chraime, plat de la cuina Tripoli tana, ha guanyat popularitat en els últims anys de forma similar al Gefilte Fish.
- Els jueus originaris dels Balcans van aportar a la cuina israeliana les Burek (conegut a Israel com Burekas), el iogurt i Taramosalata. La cuina d'origen balcànic ha tingut una important influència en la cuina de Jerusalem ia la cuina Tiberiana, que es va desenvolupar fins i tot abans de la Primera Aliyá.
- Els jueus originaris de Iemen van aportar a la cuina israelià el Jachnun, el Malawach i el Skhug.
- Els jueus originaris d'Iraq no només van aportar a la cuina israelià l'Amba, el Kibbeh i el Sambusac, sinó també les hortalisses àcides. El Sabich, és molt popular actualment.
- Els jueus originaris d'Amèrica del Nord van aportar a la cuina israelià el formatge cottage.

### Chamin
El Chamin és un plat tradicional del Shabat a Israel i es basa gairebé sempre en carns i verdures, les que cuinen durant molt de temps a baixes temperatures. Cada grup té les seves pròpies tradicions Chamin. Els tipus més comuns de Chamin són:
- Cholent - en el sàbat d'Europa Oriental, aquest guisat, generalment, conté trossos de carn, papes, ceba, ordi i faves.
- Schina - Chamin dels jueus del Marroc.
- Tebit - Chamin de pollastre i arròs dels jueus iraquians.

## La cuina israelià durant Pésaj
Les lleis del firat de Pésaj posa limitacions a la dieta. Els restaurants a Israel han arribat a alternatives creatives utilitzant la fècula de patata i altres ingredients no estàndard per crear la pasta, panets d'hamburgueses, pizza i altres versions de menjars ràpids per al Pesaj Kosher.